# Marinianus
Publius Licinius Egnatius Marinianus (? - 268) là con trai thứ ba và là con út của Hoàng đế La Mã Gallienus và Augusta Cornelia Salonina.
Gallienus bổ nhiệm cậu cùng với Paternus làm chấp chính quan vào đầu năm 268. Do hai người anh Valerianus và Saloninus đã chết trước đó nên ông được coi là người kế vị ngôi báu duy nhất của cha mình. Ít lâu sau thì Marinianus cùng với người chú Valerianus Nhỏ đều mất vào mùa thu năm 268 trong một cuộc thanh trừng những người ủng hộ Gallienus của phe chủ mưu hạ sát hoàng đế.